# Canal Off
Canal Off é um canal de esportes radicais da TV por assinatura brasileira.
A programação exibe séries e reality shows atrelados a temática dos esportes radicais, e seus praticantes, e da natureza, com resolução HDTV e Widescreen (16:9).

## História
O canal foi inspirado em um programa da SporTV chamado Zona de Impacto e estreou no dia 8 de dezembro de 2011. Em meados de novembro do mesmo ano foi noticiado o lançamento do Canal Off, que foi disponibilizado primeiramente para as operadoras de TV a cabo NET e na GVT TV. Em 21 de dezembro de 2011, o canal estreou na Claro TV. Na época, o canal levou ao ar programas dos canais irmãos Multishow e SporTV. Em 2 de maio de 2012, o canal adquiriu 10 episódios da ASP Men’s World Championship Surfing Tour 2012/2013.

O canal está disponível na Claro TV, NET, Sky, Vivo TV.